# Diplothrixochernes
Genre
Diplothrixochernes est un genre de pseudoscorpions de la famille des Chernetidae.

## Distribution
Les espèces de ce genre sont endémiques d'Argentine.

## Liste des espèces
Selon Pseudoscorpions of the World (version 3.0) :
- Diplothrixochernes patagonicus Beier, 1962
- Diplothrixochernes simplex Beier, 1964

## Publication originale
- Beier, 1962 : Pseudoscorpionidea. Biologie de l'Amérique australe, études sur la faune du sol, éditions du Centre National de la Recherche Scientifique, vol. 1, p. 131-137.